# Scinax rupestris
Espèce
Scinax rupestris est une espèce d'amphibiens de la famille des Hylidae.

## Répartition
Cette espèce est endémique de l'État de Goiás au Brésil. Elle se rencontre dans la microrégion de la Chapada dos Veadeiros.

## Publication originale
- Araujo-Vieira, Brandão & Faria, 2015 : A new species of rock-dwelling Scinax Wagler (Anura: Hylidae) from Chapada dos Veadeiros, central Brazil. Zootaxa, no 3915, p. 52–66.